# I, Leonardo: A Journey of the Mind
I, Leonardo: A Journey of the Mind è un film per la televisione del 1983 diretto da Lee R. Bobker. È basato sulla vita del pittore italiano Leonardo da Vinci. Nel 2001 il canale satellitare documentaristico History Channel ha utilizzato alcune scene del film per accompagnare visivamente il documentario Il vero codice di Leonardo 

## Riconoscimenti
- 1983 - Premio Emmy
  - Candidato al premio per la miglior realizzazione individuale (Chandler Cowles, soggetto)
  - Candidato al premio per la miglior realizzazione individuale (Frank Langella, attore)
  - Candidato al premio per il miglior speciale d'informazione (Helen Kristt Radin, Chandler Cowles, Lee R. Bobker)